# Lucero en concierto
Lucero en concierto es el tercer álbum en vivo de Lucero y también el tercer disco doble, fue lanzado al mercado el 19 de noviembre de 2013; este es el resultado de la grabación del concierto ofrecido en el Auditorio Nacional en Ciudad de México el 25 de octubre de 2012 y que con este festejó 32 años de carrera musical.
Esta producción discográfica se compone de 18 canciones en una presentación de CD y el vídeo del concierto en 18 tracks en DVD;  contiene temas como clásicos de su carrera musical así como tres canciones inéditas de su autoría: "No pudiste amar así", "Te deseo lo mejor" y "No me dejes ir". Las canciones interpretadas en su concierto Lucero las escogió leyendo las sugerencias de sus seguidores en Twitter: “Escuchaba sus peticiones y sugerencias”, explicó la artista de 44 años, a quien le gusta basarse mucho en las ideas de la gente y hacer luego “un balance” entre sus ideas propias y lo que quiere su público.

## Antecedentes
Una vez terminadas las grabaciones de la telenovela "Por ella soy Eva", Lucero realizó varias presentaciones en vivo junto a Joan Sebastian para la promoción del álbum Un Lu*Jo, tanto en México como en Estados Unidos.
Debido al éxito de la telenovela y a su anterior junto a Sebastian; Lucero retoma su carrera musical individual y comienza a planear la forma de festejar sus 32 años dentro de la música.  El 28 de agosto de 2012 anuncia en los medios de comunicación un concierto en el Auditorio Nacional en Ciudad de México  para el mes de octubre.
El concierto se llevó cabo el 25 de octubre de 2012 a las 8:00pm en el Auditorio Nacional con un lleno casi total dónde casi 10,000 personas estuvieron presentes.

## Promoción
El 18 de julio de 2013, Lucero se presenta en los "Premios Juventud" en Miami, Florida, interpretando y estrenando su nuevo sencillo "No pudiste amar así". "Estoy feliz de estar aquí y compartir con gente joven. Es un noche de estrenos, guapas y guapos, a pasarla bien", dijo en entrevista a su llegada a la divertida beach party de la entrega de premios. Además de cantar su nuevo éxito la también actriz mexicana estuvo nominada a "La chica que me quita el sueño". El vídeo del sencillo lo graba en la ciudad de Los Angéles acompañada del cantante "Alejandro Montesions".
El sencillo "No pudiste amar así" se colocó en el #3 de la lista de los diez primeros de itunes dentro de la lista "Pop Latino" y en el #13 del top general, en "amazo" alcanzó #8 en tema, en "MixupDigital" #9, para finalmente el jueves 26 de septiembre de 2013 se logró el #1 del pop latino en itunes.
El 19 de noviembre de 2013, Lucero presenta a los medios de comunicación el álbum doble "Lucero en concierto"
Tras el éxito del primer tema decide lanzar su segundo tema inédito de él se desprende "Te deseo lo mejor". 
El 21 de noviembre de 2013, Lucero conduce los Latin Grammys 2013, en Las Vegas, Nevada, junto a Omar Chaparro; durante ese día Universal Music otorgó a la actriz y cantante de 44 años un reconocimiento por su trayectoria en la música.
En diciembre, durante la transmisión del programa "Teletón México", Lucero, además de conducir interpreta el tema "No pudiste amar así", "Te deseo lo mejor" y realiza un dueto fusión con el trío3BallMTY interpretando el éxito "Besos al aire" del mismo grupo.
La promoción del álbum se interrumpió abruptamente debido a que a inicios de enero de 2015, la revista TVyNotas en México publicó unas fotos donde Lucero aparece cazando animales junto a su pareja sentimental "Michel Kuri"; la cual desata la reprobación del acto por parte del público y la prensa y comienza nuevamente un acoso extremo por parte de la prensa hacía la cantante y su familia.  Esta publicación perjudicó de sobremanera la opinión de sus fans hacía la artista, así como diversos contratos que tenía pactados desde antes.

## Lista de canciones
| Lucero en concierto - CD | |          |  |
| N.º                      | Título | Duración |  |
| 1.                       | «No pudiste amar así»                                                                                                  | 3:17     |  |
| 2.                       | «Te deseo lo mejor» | 3:22     |  |
| 3.                       | «Indispensable» | 3:06     |  |
| 4.                       | «Ya no» | 3:46     |  |
| 5.                       | «Sobreviviré» | 3:54     |  |
| 6.                       | «Tanto» | 3:44     |  |
| 7.                       | «Electricidad» | 3:49     |  |
| 8.                       | «Popurrí Telenovela (Lazos de amor, Los parientes pobres, Cuando llega el amor, Dueña de tu amor, Mi destino eres tú)» | 5:16     |  |
| 9.                       | «Veleta» | 4:02     |  |
| 10.                      | «Tácticas de guerra»                                                                                                   | 3:57     |  |
| 11.                      | «Popurrí Niña (Con tan pocos años, Te prometo, Fuego y ternura)»                                                       | 3:59     |  |
| 12.                      | «Cuéntame» | 4:23     |  |
| 13.                      | «Ven conmigo» | 3:11     |  |
| 14.                      | «Vete con ella» | 3:26     |  |
| 15.                      | «No me dejes ir» | 3:45     |  |
| 16.                      | «Si nos dejan» | 2:18     |  |
| 17.                      | «Tu cárcel» | 3:13     |  |
| 18.                      | «Mi ciudad» | 4:01     |  |
| 19.                      | «Popurrí José Alfredo Jiménez (La media vuelta, Que bonito amor, Un mundo raro, No volveré)»                           | 7:24     |  |
| 20.                      | «Cien años» | 3:37     |  |
| 21.                      | «Adicta» | 3:13     |  |
| 22.                      | «Tristes recuerdos» | 3:38     |  |
| 23.                      | «Acá entre nos» | 3:19     |  |
| 24.                      | «Quién te ruegue quién te quiera»                                                                                      | 3:07     |  |
| 25.                      | «Jardinera» | 2:59     |  |
| 26.                      | «De que manera te olvido»                                                                                              | 2:58     |  |
| 27.                      | «Popurrí Juan Gabriel (El noa noa, En esta primavera, No tengo dinero, Será mañana)»                                   | 5:49     |  |
| 28.                      | «Llorar» | 2:46     |  |
| 29.                      | «Popurrí mexicano (Volver, volver, Viva México)»                                                                       | 5:19     |  |
| 1:50:53                  | |          |  |

| Lucero en concierto - DVD | |          |  |
| N.º                       | Título | Duración |  |
| 1.                        | «No Pudiste Amar Así»                                                                                                  |          |  |
| 2.                        | «Te Deseo lo Mejor» |          |  |
| 3.                        | «Indispensable» |          |  |
| 4.                        | «Electricidad» |          |  |
| 5.                        | «Popurrí Telenovela (Lazos de amor, Los parientes pobres, Cuando llega el amor, Dueña de tu amor, Mi destino eres tú)» |          |  |
| 6.                        | «Veleta» |          |  |
| 7.                        | «Popurrí Niña (Con tan pocos años, Te prometo, Fuego y ternura)»                                                       |          |  |
| 8.                        | «Cuéntame» |          |  |
| 9.                        | «Vete Con Ella» |          |  |
| 10.                       | «No Me Dejes Ir» |          |  |
| 11.                       | «Si nos dejan» |          |  |
| 12.                       | «Tu Cárcel» |          |  |
| 13.                       | «Mi Ciudad» |          |  |
| 14.                       | «Popurrí José Alfredo Jiménez (La media vuelta, Que bonito amor, Un mundo raro, No volveré)»                           |          |  |
| 15.                       | «Tristes Recuerdos» |          |  |
| 16.                       | «Acá Entre Nos» |          |  |
| 17.                       | «Popurrí Juan Gabriel (El noa noa, En esta primavera, No tengo dinero, Será mañana)»                                   |          |  |
| 18.                       | «Llorar» |          |  |
| 1:10:54                   | |          |  |